# Odeth Tavares
Pour les articles homonymes, voir Tavares.
Maria Odeth Tavares (née le 18 août 1976) est une gardienne de but angolaise de handball féminin. Elle a terminé sa carrière en club au Primeiro de Agosto. 

## Championnat du monde 2009
Odeth Tavares a terminé meilleure gardienne de but au pourcentage d'arrêt lors du Championnat du monde féminin de handball 2009 en Chine.

## Jeux olympiques
Tavares portait le maillot n°1 de l'équipe d'Angola féminine de handball aux Jeux olympiques d'été de 2000 et de 2004.

## Palmarès

### En équipe nationale
Jeux olympiques
- 9e place aux Jeux olympiques 2000
- 9e place aux Jeux olympiques 2004
- 12e place aux Jeux olympiques 2008

Championnats du monde
- 11e place au Championnat du monde 2009
- 8e place au Championnat du monde 2011[2]

Championnats d'Afrique 
- Médaille d'or au Championnat d'Afrique 2000
- Médaille d'or au Championnat d'Afrique 2002
- Médaille d'or au Championnat d'Afrique 2004
- Médaille d'or au Championnat d'Afrique 2006
- Médaille d'or au Championnat d'Afrique 2008
- Médaille d'or au Championnat d'Afrique 2010
- Médaille d'or aux Jeux africains 2011
- Médaille d'or au Championnat d'Afrique 2012